# Mieczysław Leonard Olszewski
Mieczysław Leonard Olszewski (ur. 12 sierpnia 1906 w Łysomicach, zm. 1 września 1939 w Stanisławowie Pierwszym) – kapitan pilot lotnictwa Wojska Polskiego, kawaler Orderu Wojennego Virtuti Militari.

## Życiorys
Urodzony w Łysomicach nieopodal Torunia. W roku 1927 Ukończył I Liceum Ogólnokształcące im. Mikołaja Kopernika w Toruniu. 15 sierpnia 1930, po ukończeniu Szkoły Podchorążych Lotnictwa w Dęblinie, mianowany został podporucznikiem pilotem i skierowany do służby w 3 pułku lotniczym. Po przejściu wyższego kursu pilotażu myśliwskiego został przydzielony do 123 eskadry myśliwskiej, której został dowódcą 25 września 1938.
Po wybuchu II wojny światowej 1 września 1939 roku poprowadził swoją eskadrę do walki z jednostkami niemieckimi. Zginął w czasie walki, gdy zestrzelony pilotowany przez niego samolot PZL P-7a rozbił się w Stanisławowie Pierwszym, na granicy z Legionowem (obecnie ulica Grudzie), nieopodal Kanału Bródnowskiego. Pochowany na cmentarzu Powązki Wojskowe w Warszawie (kwatera B25-2-44).

## Ordery i odznaczenia
- Krzyż Srebrny Orderu Wojennego Virtuti Militari (pośmiertnie)
- Srebrny Krzyż Zasługi (22 maja 1939)[3]
- Polowa Odznaka Pilota